# 제1차 유대-로마 전쟁
제1차 유대-로마전쟁(라틴어: Primum Bellum Iudaicum) 또는 유대독립전쟁(영어: Jewish War of Independence, 66년 ~ 73년)은 혹은 위대한 (유대) 반란(히브리어: מרד הגדול, 영어: Great Jewish Revolt)으로 불리는데, 로마 제국에 대항한 유대 지방의 유대인들의 세 번에 걸친 중요한 항쟁 중에 첫 번째 전쟁을 말한다.
이 전쟁은 66년에 발발했는데, 그리스계 로마인과 유대인 사이 종교적 분쟁에서 시작되었다. 이 전쟁은 기원후 70년 티투스가 이끄는 로마군이 예루살렘을 함락하고, 예루살렘 성전을 불태우고 유대인 저항군을 진압함으로써 끝이 났다. 이 유대인 반란 결과로 유대인은 국가를 잃어버리고 로마 제국 전역으로 흩어진 디아스포라가 본격적으로 시작되었다.

## 배경
헤롯 왕이 죽은 뒤 유대 속주는 로마의 총독에 의해 직할 지배를 받았지만, 헤롯 왕의 손자 아그리파 1세의 친로마 노선으로 서기 41년에 유대 왕으로 임명되어 유대의 통치를 맡게 되었다. 하지만 아그리파 1세가 44년에 병사하자 다시 유대 속주는 로마의 직할지가 되었다. 로마 제국은 기본적으로 피지배 민족의 문화를 존중하며 통치자로서 균형을 유지했으나, 다신교 문화인 지중해 세계 안에서 그리스나 에스파냐, 갈리아, 북아프리카와는 달리 유대 속주는 일신교라는 독특한 문화를 지닌 지역이었고, 이들은 일신교를 이유로 동화를 거부하며 로마와 끊임없이 마찰을 일으켰다.
당시 유대속주 원주민 세리들이 세금을 거두는 과정에서 폭리가 취해졌고 그로 인해 불만이 높은 상태에서 이교도인 로마인이 예루살렘 성전에서 희생제의(제사)를 주관하는 대제사장을 지명하자 불만이 최고조에 달했다. 이러한 불만은 39년경에는 칼리굴라 황제 자신이 스스로 신을 자청하며 제국 전역에 자신의 조각상을 성전에 세우게 한 사건을 계기로 터져버렸다. 야훼 외에는 신이 없다고 여기는 유대인들은 로마 제국의 황제를 우상화하는 종교정책을 거부하고, 무장봉기를 준비했다.
로마 행정관인 게시우스 플로루스와 로마제국이 임명한 제사장들의 예루살렘 성전에서의 비리도 로마제국에 대해 극단적인 무력항쟁을 벌이던 열심당의 세력이 커져 가게 했다. 실제로 로마 가톨릭 신학자 존 도미니크 크로산에 의하면 유대독립전쟁 당시 열심당원들은 대제사장들을 집단 학살하고, 성전세로 민중들을 수탈한 죄의 증거인 채무 문서를 불태워버림으로써 예루살렘 성전의 착취와 그 배후인 로마 제국에 대한 분노를 드러내었다.

## 전쟁의 내용

### 원인
요세푸스에 따르면 전쟁의 발발은 66년 카이사레아에서 지역 시나고그 앞에서 제사를 드리는 그리스인들과의 다툼에서 시작되었다고 한다. 그리스어를 할 줄 하는 로마 주둔군이 중재를 하지 않았고 이에 분노한 한 대제사장의 아들이 성전에서 로마 황제에게 기도하는 것과 희생을 바치는 것을 못하게 하고 이어 예루살렘 주둔 로마군을 급습하였다는 것이다.
유대 속주의 장관 플로루스가 체납된 속주세 대신 예루살렘 신전의 보물창고에서 17탈렌트의 금화를 몰수하고, 항의하는 유대인들에 대한 강경 진압을 단행한 데서 비롯된 폭동은 마침내 66년 6월에 로마 세력을 완전히 유대에서 몰아냈다. 로마 수비대는 폭도들을 피해 왕궁으로 달아났고, 투항하면 목숨은 살려주겠다는 말에 항복했지만 모두 학살당했으며, 유대 내부의 온건파의 중심이었던 대제사장도 동생과 함께 살해되었다. 유대 북부를 다스리던 유대 왕 아그리파 2세의 설득에도 아랑곳하지 않고, 여름에서 가을로 예루살렘에서 일어난 폭동은 유대 서부와 남부로 퍼져 나가서, 카이사레아를 비롯한 유대의 항구도시, 시리아의 다마스커스나 이집트의 알렉산드리아에서도 평소 유대에 감정이 좋지 않던 그리스계 주민과 유대계 주민의 충돌이 일어나기도 했다.

### 전쟁 초기
시리아 속주의 총독이자 군단장이었던 케스티우스 갈루스가 진압을 위해 안티오키아에 주둔하고 있던 제12군단과 유대 왕 아그리파 2세의 지원군을 이끌고 남하하여 반란자 편에 선 도시를 차례로 공략하며 예루살렘으로 향했으나 신전 언덕을 공략하는데 실패하고 마침 11월이라 케스티우스는 안티오키아로 있는 총독 관저로 돌아왔고 그 직후 병으로 죽었다
네로 황제는 갈루스의 후임으로 베스파시아누스를 보내 유대 속주의 반란을 진압하게 했다. 당시 3개 군단에 6만여 명으로 이루어져 있던 베스파시아누스의 군대 구성원을 보면
- 제5군단 : 도나우강 연안에 주둔하고 있던 군대로 대부분은 발칸 반도 출신.
- 제10군단 : 시리아 주둔군으로 소아시아와 그리스 출신의 보조병이 대다수.
- 제15군단 : 제5군단과 같은 구성.

여기에 유대 북동부의 로마 동맹세력인 아그리파 2세가 데리고 있던 유대인 병사를 비롯해 나바테아와 아라비아 병사들도 포함되어 있었다. 유대인만으로 구성되어 있었던 유대 반군과는 달리, 베스파시아누스가 지휘할 로마군은 각지에서 이동해오는 군단과 동맹군이 도착할 때까지 기다리느라, 사령관에 임명되고 반년이 지난 67년 5월에야 군사행동을 개시할 수 있었다.
유대 전역을 융단폭격하듯이 공략하면서 북쪽 해안가에서부터 남쪽으로 예루살렘으로 접근하여 반란을 진압해 들어갔다. 47일에 걸친 공방 끝에 7월 20일, 갈릴리의 요타파타 요새가 함락되었는데(이때 사망자는 4만 명에 포로는 1,200명에 달했다고 한다) 베스파시아누스의 투항 권고에도 불구하고 대부분의 유대 장로와 병사들은 로마군에 포로로 잡히기보다는 자결하는 쪽을 택했고, 훗날 《유대 전쟁사》를 집필하게 되는 요세푸스를 포함한 두 명만이 자발적으로 로마군에게 나와서 항복했다. 갈릴리 지역을 진압한 로마군은 유대 중앙부로 전선을 옮겨 68년까지는 거의 모든 북부 유대지방의 반란이 진압되고, 여름에는 로마군이 예루살렘을 동쪽과 서쪽, 북쪽에서 포위하게 되었다. 하지만 이 단계에서 네로 황제의 죽음으로 유대 전쟁은 1년 반 동안 중단된다. 1년 반이라는 기간 동안 유대 쪽에서는 시설 보강이나 식량 비축 같은 방어 대책에 전념하면서도, 다가오는 유월절에 예루살렘을 방문할 작정인 사람들에게 "전투가 벌어질 테니까 예루살렘에 오지 말라"고 말리지 않았으며(오히려 예년처럼 유월절은 예루살렘에서 보내라고 장려하기도 했다) '유일신' 여호와가 지켜주는 예루살렘이 '이교도' 로마의 손에 떨어질 리 없다고 굳게 믿었다고 한다.

### 전쟁 재개
베스파시아누스가 동방 군단에 의해 황제로 추대된 69년 7월 이후, 예루살렘 공략은 재개되었다. 시리아 총독 무키아누스는 군대를 이끌고 서방으로 가고 베스파시아누스는 이집트의 알렉산드리아에서 대기했으며, 재개될 유대 전쟁의 모든 지휘는 베스파시아누스의 아들 티투스가 맡고 이집트 장관 율리우스 알렉산드로스(유대계)가 그 옆에서 도왔다. 또한 기존의 3개 군단에 앞서 유대에 패하기도 했던 제12군단이 더 추가되고, 아그리파 2세도 직접 참전했다. 한편 예루살렘 안에서는 열심당의 영향력이 강해지면서 '결사항전'을 외치는 목소리가 높아져만 갔다. 잔인한 내전이 반란군 사이에서 벌어졌으며, 열심당과 시카리오이들은 항복을 주장하는 사람은 누구든 암살하였고 거의 모든 반란군 지도자들이 로마인의 손이 아니라 유대인의 손에 죽었다.

### 예루살렘 함락
전쟁 초기부터 예루살렘에 대한 공격 시도가 몇 번 있었으나 실패하였다. 예루살렘은 사방을 둘러싼 높은 벼랑 위에 서있는 천연의 요새이고, 이중삼중으로 겹쳐진 성벽 곳곳에 높은 탑과 튼튼한 돌벽으로 둘러싸인 성채가 우뚝 솟아 있으며, 예루살렘 성전도 이중의 성벽으로 둘러싸여 있었다.
로마군은 공격에 앞서 관례에 따라 '숫양(아리에스)'이 성벽과 부딪치기 전에('숫양'이란 공성무기, 성벽을 깨부술 때 쓰는 추를 가리키는 로마군의 은어이다) 항복한 자는 용서하겠다며 항복을 권고했지만 유대인은 듣지 않았다. 이후 베스파시아누스의 아들 티투스가 예루살렘 공략을 지휘했고 로마군은 예루살렘 공략을 위해 영구진지를 도시 주위에 구축하고 성벽높이의 벽을 쌓고 참호를 팠다.
한편 도시 안에서는 공성전에서 평화협상을 시도하지 못하게 하고 결사항전의 의지를 드높이기 위해 식량을 모두 불태웠는데 그로 인해 많은 도시거주인과 군인들이 굶어죽었다. 심지어 누구든지 도시를 탈출하려고 하면 붙잡아 십자가형에 처했는데 공성전이 끝날 때까지 만 명이 도시 주위를 둘러싸는 십자가에 매달려 처형되었다고 한다.
70년 8월 10일 예루살렘 성전이 성 안으로 돌입한 로마군에 의해 불탔으며, 9월 8일에 시내에서의 저항도 수그러들고 20일에 저항은 모두 끝났다. 예루살렘 성벽을 무너뜨린 로마군은 도시를 철저히 파괴하고 불태웠다. 유대인들이 신성하게 여기는 예루살렘 성전도 철저히 약탈당했다. 요세푸스에 따르면 예루살렘 공방전 당시 성 안에는 어림잡아 270만 명에 달하는 사람이 있었다고 하지만, 포로로 잡힌 유대인의 수는 유대 전쟁 모든 기간을 통틀어 9만 7천 명이었고, 예루살렘 공방전 과정에서 사망한 사람은 무려 110만 명이었다고 한다. 현재 로마에 서 있는 티투스 개선문에는 당시 성전에서 메노라와 같은 성물을 약탈하는 로마군의 모습이 새겨져 있다.

### 마사다 항전
예루살렘이 함락된 뒤에도, 예루살렘 서남쪽 30 km 지점의 헤로디온과 사해 동쪽의 마카이로스, 그리고 서쪽에 위치한 마사다의 세 요새에서 급진파들은 항전하고 있었지만, 예루살렘의 함락으로 유대 반란 진압은 이미 끝난 것이나 다름없었다. 티투스는 예루살렘 공략전에 참가했던 군단 가운데 3게 군단을 시리아와 도나우 강 연안의 원래 주둔지로 돌려보냈는데, 71년 티투스는 로마로 돌아가고 루실리우스 바수스가 사후수습을 위해 파견되었다. 그는 남은 유대인 저항군의 요새를 차례로 점령하고 사해까지 진출했으나 임무를 완수하지 못하고 병사하고 그의 후임으로 플라비우스 실바가 부임했다. 기원후 73년 마사다 요새에서 마지막까지 농성하던 이들이 거의 다 자살함으로써 요새가 함락되고 유대 전쟁은 막을 내렸다.

### 전후 처리
율리우스 카이사르 때부터 시작된 로마의 유대에 대한 관용 노선은 이때를 전후해 크게 바뀌었다. 예루살렘에서 잡힌 포로 가운데 로마에서 열릴 개선식을 위해 젊고 잘생긴 남자만 남기고 17세 이상의 남자 포로 가운데 일부는 이집트로 보내져 노역에 종사하게 되었고, 대부분의 포로는 노예로서 각 속주에 선물로 보내지거나, 검투사가 되거나 야수의 먹이가 되었다. 16세 이하의 남녀는 병사들에게 전리품으로 분배되었다. 예루살렘에만 존재했던 대제사장 제도도 폐지되고, 유대인들의 자치의회인 산헤드린의회도 폐지되었으며 여태껏 군대가 주둔하지 않았던 예루살렘에 1개 군단과 그 보조병을 합쳐 1만 명의 병력이 상주하게 되었다고 한다. 예루살렘 성전이 파괴된 뒤 성전 중심의 사두가이파는 몰락했으며, 기존에 유대인들이 해마다 2드라크마씩 성전에 바치던 봉납금은 유대인에게 병역을 면제받는 대신 의무적으로 부과한다는 '유대인세'의 이름으로 로마의 유피테르 신전으로 보내졌다. 로마가 점령한 유대 지구에 대한 통치는 다음과 같이 이루어졌다.
- 유대 북동부: 그 전대로 유대 왕가의 아그리파 2세가 통치(일종의 유대인 자치구)
- 유대 서부의 카이사레아를 비롯한 항구 도시: 그리스계 주민과 유대계 주민 사이의 중재자로서만 역할[16]
- 예루살렘 및 내륙 지역: 시리아 속주 총독의 부하인 장관이 다스리는 것이 아니라 유대 속주 총독이 파견되어 다스림.

다만 반항하지 않은, 해외에 거주하던 유대인들에게까지 그들의 신앙을 버리라고 강요하지는 않았다. 마사다 요새가 함락된 기원후 73년에 베스파시아누스 황제는 얌니아(예루살렘과 오늘날의 텔아비브 사이에 위치)라는 도시에 유대문화 연구소(랍비 학원)의 설립을 허가했으며, 안티오키아에서 그리스계 주민들이 도시의 야외극장을 방문한 티투스에게 유대계 주민들을 안티오키아에서 추방해줄 것을 진정했지만 티투스는 허락하지 않았고, 로마에서 유대계 주민들의 권리를 새겨놓은 청동판을 철거해달라는 요청도 티투스는 끝내 거절했다고 한다.

## 관련 작품
- 『로마 제국의 탄생과 몰락』제4화 '유대인 반란'(영국 BBC 방송국 제작)

## 같이 보기
- 키토스 전쟁
- 바르 코크바의 반란
- 베스파시아누스
- 티투스
- 마사다